# Puri Hiranprueck
Puri Hiranprueck (tiếng Thái: ภูริ หิรัญพฤกษ์, phiên âm: Bu-li Hi-lan-da-phư, sinh ngày 6 tháng 1 năm 1978), còn có nghệ danh là Puri, là một diễn viên và người mẫu người Thái Lan. Anh được biết đến qua các vai nam phụ trên phim truyền hình của Exact.

## Tiểu sử
Puri là con trai của Tinakorn Hiranpruek và Paradayasuwanarat. Bố và mẹ ly thân. Anh là cháu của Kanya Thian Sawang - Hoa hậu Siam năm 1934 và là anh em họ của Sarachut Rattanakul - chồng của Aom Phiyada.
Anh bước vào làng giải trí với sự nâng đỡ từ Mascot Saengsuwan. Với công việc quảng cáo đầu tiên trước khi tham gia phim truyền hình và sitcom cũng được sự giúp đỡ từ một doanh nhân.
Bộ phim truyền hình đầu tiên Puri góp mặt là Muang Maya (tạm dịch: Thế Giới Ảo Vọng) đóng cùng Pimmada Boriruksupakorn do hãng Exact sản xuất năm 2000.
Năm 2012, anh kết hôn với diễn viên Alicha Laisuthruklai. Hiện họ có hai con.

## Các bộ phim đã từng tham gia

### Phim điện ảnh
| Năm  | Phim         | Vai      | Đóng với                                 |
| ---- | ------------ | -------- | ---------------------------------------- |
| 2007 | Carrying man | Num      | Supakson Chaimongkol, Visa Sarasas       |
| 2010 | Bang Rajan 2 | Nai Dang | Chatchai Plengpanich, Chaiwat Thongsaeng |
| 2017 | Driver       | Tae      | Prama Imanothai, Sita Chutiphaworakan    |

### Phim truyền hình
| Năm  | Phim                                          | Tên tiếng Việt                               | Vai                                                | Đóng với                                                  | Đài      |
| ---- | --------------------------------------------- | -------------------------------------------- | -------------------------------------------------- | --------------------------------------------------------- | -------- |
| 2000 | Muang Maya                                    | Sóng gió hậu trường                          | ดรุณันต์ ทิพย์ปิติ (แดน)                                  | Pimmada Boriruksuppakorn                                  | CH5      |
| 2000 | Roy Ruk Roy Adeed                             | Thiên duyên tiền định                        | Thod / Tawan                                       |                                                           | CH5      |
| 2002 | Sen Mai See Ngern                             |                                              | Mot                                                | Petchlada Tiampetch                                       | CH3      |
| 2002 | Heha Cafe                                     |                                              | พรสวรรค์                                            |                                                           |          |
| 2002 | Taypee Jao Sung Wien                          |                                              | ไม้เมือง                                             |                                                           | CH7      |
| 2003 | Ruk Pun Luek                                  |                                              | ภารณ                                               | Tanyares Ramnarong                                        | CH3      |
| 2004 | Ruk Paed Pun Kao                              | Tình yêu chung cư 8009                       | Tee                                                | Rungruang Anantaya                                        | CH9      |
| 2004 | Koo Tae Chun La Mun                           |                                              | -                                                  | Paula Taylor                                              | ITV      |
| 2005 | Ruk Paed Pun Kao 2                            | Tình yêu chung cư 8009 (2)                   | Tee                                                | Rungruang Anantaya                                        | CH9      |
| 2005 | Punyachon Kon Krua                            | Cô giúp việc đáng yêu / Tri thức trùm xó bếp | Wereth / "Tham"                                    | Alicha Laisuthruklai                                      | CH5      |
| 2005 | Fhun Fueng                                    | Sự hoán đổi hoàn hảo                         | Athit                                              | Akumsiri Suwannasuk                                       | CH5      |
| 2005 | Klin Kaew Tumnuk Kao                          |                                              | Norawee                                            |                                                           | CH3      |
| 2005 | Buang Ruk                                     | Lốc xoáy tình yêu                            | Phettae                                            |                                                           | CH5      |
| 2005 | Ping                                          |                                              |                                                    |                                                           | CH3      |
| 2006 | Sunya Khan San Ruk                            |                                              | Sonthaya                                           | Akumsiri Suwannasuk                                       | CH7      |
| 2006 | Talay Rissaya                                 | Khát vọng giàu sang                          | Sailom                                             | Nutanone Geyadiradathani                                  | CH5      |
| 2007 | ใจแจ๋วกับเรือจิ๋ว                                  |                                              | เรือโทหนุ่ม วรศาสตร์ / ครูเอ                            | Ploy Jindachot                                            | CH7      |
| 2007 | Tard Ruk Taranong                             |                                              | Bantong                                            | Phutanate Hongmanop & Pimmada Boriruksuppakorn            | CH5      |
| 2007 | Pluerk Sanae Ha                               |                                              | Pangpen                                            |                                                           | CH5      |
| 2007 | Baan Rao...Jong Jareun                        |                                              | วิทย์                                                | Ornjira Larmwilai                                         | CH5      |
| 2008 | Ruk Baan Rao                                  |                                              | ทดแทน                                              |                                                           | CH9      |
| 2009 | Ching Chang                                   |                                              | Ying                                               | Pimmada Boriruksuppakorn                                  | CH5      |
| 2009 | Yark Yood Tawan Wai Tee Plai Fah              | Vệ sĩ và công chúa                           | Ayut                                               | Atma Chewanitphan                                         | CH5      |
| 2009 | Fai Ruk Arsoon                                |                                              | Sing                                               | Benjawan Artner                                           | CH3      |
| 2009 | Plerng Prai                                   |                                              | Poremet                                            |                                                           | CH3      |
| 2010 | Sai Soke                                      |                                              | Dam                                                | Kaneungnij Jaksamittanon                                  | CH3      |
| 2010 | Malai Sarm Chai                               | Kiếp hoa buồn                                | Khanong                                            |                                                           | CH5      |
| 2010 | Song Pradtana                                 | Bóng đêm tội ác                              | Poom                                               | Siripon Yuktadatta                                        | CH5      |
| 2011 | Reuan Pae                                     | Chuyện tình ven sông                         | เสือหาญ                                             |                                                           | CH5      |
| 2011 | Bu Ngah Na Fon                                | Giông bão tình thù                           | Sahuts                                             | Pitchaya Chaowalit                                        | CH5      |
| 2013 | Buang Wan Wan                                 | Xin còn mãi yêu em                           | Aipian                                             | Pitchaya Chaowalit                                        | CH5      |
| 2013 | Koo Gum                                       | Nghiệt duyên                                 | Dr. Takeda                                         | Sukrit Wisedkaew & Nuengthida Sophon                      | CH5      |
| 2013 | Bang Nam Sai                                  |                                              | ยศ                                                 |                                                           | Thai PBS |
| 2015 | Bang Rajan                                    |                                              | Por Thaen                                          |                                                           | CH3      |
| 2015 | Tawun Thud Burapah                            | Nghịch chiến sinh tử                         | Tut                                                |                                                           | OneHD    |
| 2015 | Jao Sao Chapor Kit                            | Điệp vụ làm dâu                              | PaThai                                             | Prisana Kumpusiri                                         | CH8      |
| 2015 | Love Songs Love Stories: Roon Raeng Leua Gern |                                              | Rachan                                             | Irada Siriwut                                             | GMM25    |
| 2016 | Atitha                                        |                                              | Mor Nanthadech                                     |                                                           | CH7      |
| 2016 | Lah Dup Tawan                                 |                                              | Pragan                                             |                                                           | CH8      |
| 2017 | Pring Khon Rerng Muang                        |                                              | Dr. Somprasong                                     | Akumsiri Suwannasuk                                       | CH7      |
| 2017 | Jai Luang                                     | Trái tim hai mặt                             | Wemann / Yemann                                    | Jira Danbawornkiat, Gaewalin Sriwanna, Pitchaya Chaowalit | CH8      |
| 2017 | Chai Mai Jing Ying Tae                        | Nhân cách trong em                           | Itti                                               |                                                           | OneHD    |
| 2017 | Lah                                           |                                              | Atsanai [Lawyer]                                   |                                                           | OneHD    |
| 2020 | Kor Kerd Mai Klai Klai Ter                    | Nguyện tái sinh gần bên em                   | Tewa                                               |                                                           | OneHD    |
| 2020 | Kadee Rak Kham Pop                            | Vụ án tình yêu vượt thời gian                | Ruang Kaengkang Leechade / Kongkiat Kiat Krirkkrai |                                                           | OneHD    |
| 2021 | Payu Sai                                      | Bão cát                                      | Narin Phusin (Rin)                                 |                                                           | OneHD    |
| 2022 | Dtai Laah                                     | Kẻ truyền thừa                               | Charn                                              |                                                           | OneHD    |

### Sitcom
- The opposite side plays the intelligence.
- Boondi, the ghost, was rewarded with a chapter
- Wong Kham Lao The Series as Detective
- The charming captain plays Doctor Win.
- Continued to receive the role of Pete (Invited Episode 188)

### Lồng tiếng
- Khan Kluay - older Khan Kluay (2006)
- Cướp biển vùng Caribbean: Lời nguyền của tàu Ngọc Trai Đen - Will Turner (2007)